# ولید الشعله
ولید الشعله (انگلیسی: Waleed Al-Shoala؛ زادهٔ ۱۱ نوامبر ۱۹۹۸) بازیکن فوتبال اهل سودان است.
وی همچنین در تیم ملی فوتبال سودان بازی کرده‌است.